# Hakata tonkotsu ramens
Hakata tonkotsu ramens (博多豚骨ラーメンズ?, Hakata tonkotsu rāmenzu, lett. "I tonkotsu ramen di Hakata") è una serie di light novel scritta da Chiaki Kisaki e illustrata da Hako Ichiiro, edita da ASCII Media Works, sotto l'etichetta Media Works Bunko, da febbraio 2014. Un adattamento manga è stato serializzato sulla rivista GFantasy di Square Enix dal 18 giugno 2016 al 18 maggio 2017, mentre un adattamento anime, prodotto da Satelight, è stato trasmesso in Giappone tra il 12 gennaio e il 30 marzo 2018.

## Personaggi
Zenji Banba (馬場 善治?, Banba Zenji)
Doppiato da: Daisuke Ono
Lin Xianming (林 憲明?)
Doppiato da: Yūki Kaji
Saitoh (斉藤?, Saitō)
Doppiato da: Yūsuke Kobayashi
Enokida (榎田?)
Doppiato da: Kenshō Ono
Jirō (ジロー?)
Doppiato da: Daisuke Namikawa
Misaki (ミサキ?)
Doppiata da: Aoi Yūki

## Media

### Light novel
La serie è stata scritta da Chiaki Kisaki con le illustrazioni di Hako Ichiiro. Il primo volume è stato pubblicato da ASCII Media Works, sotto l'etichetta Media Works Bunko, il 25 febbraio 2014 e al 24 maggio 2024 ne sono stati messi in vendita in tutto quattordici. Un volume crossover tra Hakata tonkotsu ramens e Durarara!! di Ryōgo Narita è uscito l'8 ottobre 2016.
| Nº | Data di prima pubblicazione | Data di prima pubblicazione | Data di prima pubblicazione |
| Nº | Giapponese                  | Giapponese                  |                             |
| -- | --------------------------- | --------------------------- | --------------------------- |
| 1  | 25 febbraio 2014            | ISBN 978-4-04-866316-8      |                             |
| 2  | 25 settembre 2014           | ISBN 978-4-04-869009-6      |                             |
| 3  | 25 marzo 2015               | ISBN 978-4-04-865063-2      |                             |
| 4  | 25 agosto 2015              | ISBN 978-4-04-865387-9      |                             |
| 5  | 25 dicembre 2015            | ISBN 978-4-04-865677-1      |                             |
| 6  | 25 marzo 2017               | ISBN 978-4-04-892832-8      |                             |
| 7  | 25 luglio 2017              | ISBN 978-4-04-893290-5      |                             |
| 8  | 22 dicembre 2017            | ISBN 978-4-04-893589-0      |                             |
| 9  | 22 febbraio 2020            | ISBN 978-4-04-913085-0      |                             |
| 10 | 25 febbraio 2021            | ISBN 978-4-04-913642-5      |                             |
| 11 | 25 febbraio 2022            | ISBN 978-4-04-914235-8      |                             |
| 12 | 25 febbraio 2023            | ISBN 978-4-04-914891-6      |                             |
| 13 | 25 aprile 2024              | ISBN 978-4-04-915741-3      |                             |
| 14 | 24 maggio 2024              | ISBN 978-4-04-915742-0      |                             |

### Manga
Un adattamento manga di Kisara Akino è stato serializzato sulla rivista GFantasy di Square Enix dal 18 giugno 2016 al 18 maggio 2017. Due volumi tankōbon sono stati pubblicati rispettivamente il 25 marzo e il 25 luglio 2017.

#### Volumi
| Nº | Data di prima pubblicazione | Data di prima pubblicazione | Data di prima pubblicazione |
| Nº | Giapponese                  | Giapponese                  |                             |
| -- | --------------------------- | --------------------------- | --------------------------- |
| 1  | 25 marzo 2017               | ISBN 978-4-7575-5231-9      |                             |
| 2  | 25 luglio 2017              | ISBN 978-4-7575-5429-0      |                             |

### Anime
Annunciato a luglio 2017 come parte dei festeggiamenti per il venticinquesimo anniversario di Dengeki, un adattamento anime, prodotto da Satelight e diretto da Kenji Yasuda, è andato in onda dal 12 gennaio al 30 marzo 2018. La composizione della serie è stata affidata a Shōgo Yasukawa, mentre la colonna sonora è stata composta da Kōtarō Nakagawa. Le sigle di apertura e chiusura sono rispettivamente Stray (ストレイ?, Sutorei) dei Kishida Kyōdan & The Akeboshi Rockets e Dirty Bullet dei TRI4TH. In tutto il mondo, ad eccezione dell'Asia, gli episodi sono stati trasmessi in streaming in simulcast, anche coi sottotitoli in lingua italiana, da Crunchyroll.

#### Episodi
| Nº | Titolo italiano Giapponese 「Kanji」 - Rōmaji                       | In onda          | In onda |
| Nº | Titolo italiano Giapponese 「Kanji」 - Rōmaji                       | Giapponese       |         |
| 1  | Play Ball 「プレイボール」 - Purei Bōru                             | 12 gennaio 2018  |         |
| 2  | Irregular 「イレギュラー」 - Iregyurā                               | 19 gennaio 2018  |         |
| 3  | Teamwork 「チームワーク」 - Chīmuwāku                               | 26 gennaio 2018  |         |
| 4  | Nono inning, due eliminati 「9回裏ツーアウト」 - 9-kai ura tsū auto | 2 febbraio 2018  |         |
| 5  | Tryout 「トライアウト」 - Toraiauto                                 | 9 febbraio 2018  |         |
| 6  | Pinch Hitter 「ピンチヒッター」 - Pinchi Hittā                      | 16 febbraio 2018 |         |
| 7  | Leadoff Man 「リードオフマン」 - Rīdoofu Man                        | 23 febbraio 2018 |         |
| 8  | Trick Play 「トリックプレイ」 - Torikku Purei                       | 2 marzo 2018     |         |
| 9  | Hit and Run 「エンドラン」 - Endo Ran                               | 9 marzo 2018     |         |
| 10 | Shortstop 「[ショートストップ」遊撃手」 - Shōtosutoppu yūgekishu    | 16 marzo 2018    |         |
| 11 | Rissa in campo 「乱闘」 - Rantō                                     | 23 marzo 2018    |         |
| 12 | L'ultimo home run 「サヨナラホームラン」 - Sayonara hōmu ran        | 30 marzo 2018    |         |

## Accoglienza
Nel 2013 la serie ha vinto il ventesimo Premio Dengeki Novel.